# Gramma linki
Gramma linki är en fiskart som beskrevs av Walter A. Starck och Colin, 1978. Gramma linki ingår i släktet Gramma och familjen Grammatidae. Inga underarter finns listade i Catalogue of Life.